# Abuta platyphylla
Abuta platyphylla là một loài thực vật có hoa trong họ Biển bức cát. Loài này được Mart. ex Eichler mô tả khoa học đầu tiên năm 1864.